# HTML5
HTML5 (англ. HyperText Markup Language, version 5) — язык для структурирования и представления содержимого всемирной паутины. Это пятая версия HTML. Хотя стандарт был завершён (рекомендованная версия к использованию) только в 2014 году (предыдущая, четвёртая, версия опубликована в 1999 году), уже с 2013 года браузерами оперативно осуществлялась поддержка, а разработчиками — использование рабочего стандарта (англ. HTML Living Standard). Цель разработки HTML5 — улучшение уровня поддержки мультимедиа-технологий с одновременным сохранением обратной совместимости, удобочитаемости кода для человека и простоты анализа для парсеров.
Во всемирной паутине долгое время использовались стандарты HTML 4.01, XHTML 1.0 и XHTML 1.1. Веб-страницы на практике оказывались свёрстаны с использованием смеси особенностей, представленных различными спецификациями, включая спецификации программных продуктов, например веб-браузеров, а также сложившихся общеупотребительных приёмов. HTML5 был создан как единый язык разметки, который мог бы сочетать синтаксические нормы HTML и XHTML. Он расширяет, улучшает и рационализирует разметку документов, а также добавляет единый API для сложных веб-приложений.
В HTML5 реализовано множество новых синтаксических особенностей. Например, элементы <video>, <audio> и <canvas>, а также возможность использования SVG и математических формул. Эти новшества разработаны для упрощения создания и управления графическими и мультимедийными объектами в сети без необходимости использования сторонних API и плагинов. Другие новые элементы, такие как <section>, <article>, <header> и <nav>, разработаны для того, чтобы обогащать семантическое содержимое документа (страницы). Новые атрибуты были введены с той же целью, хотя ряд элементов и атрибутов был удалён. Некоторые элементы, например <a>, <menu> и <cite>, были изменены, переопределены или стандартизированы. API и DOM стали основными частями спецификации HTML5. HTML5 также определяет некоторые особенности обработки ошибок вёрстки, поэтому синтаксические ошибки должны рассматриваться одинаково всеми совместимыми браузерами.

## Предпосылки
W3C, к 2004 году захвативший множество компаний, не связанных напрямую с браузерами, вроде Adobe, настаивал на XHTML — машиночитаемом, но малопригодном для человеческого редактирования формате, да и просто медленно внедрял новшества. Потому была создана новая рабочая группа, WHATWG.
В 2005 году появился YouTube — основной видеохостинг Интернета вплоть до настоящего времени (2021). Его плеер был написан на Adobe Flash — распространённой системе интернет-приложений. На момент появления YouTube это было нормально, поскольку просмотр страниц происходил в основном с компьютеров и ноутбуков, а порты Flash были под все крупные ОС.
В 2007 году появился iPhone. Телефоны до него либо использовали чисто мобильные технологии вроде WAP, либо полагались на серверный рендеринг (Opera Mini). iPhone же располагал полноценным браузером — а YouTube, полагавшийся на Flash, был реализован отдельной программой. Одной из задач HTML5 стало снизить потребность в Flash — с помощью HTML5 video, SVG и холстов.
iPhone поставил новый стандарт смартфона — прибор с сенсорным экраном на всю переднюю панель. Экранная клавиатура обычно миниатюрная, и потому для разных типов ввода — чисел, дат, адресов электронной почты — нужны разные клавиатуры. HTML5 добавил и другие новшества для мобильных устройств — геолокацию, управление кэшем для офлайн-работы и т.д. Как в HTML5, так и в CSS3 добавлены механизмы перевёрстки сайтов под мобильные устройства и страничные медиа (электронная книга, печатный документ).
Всё больше распространяются AJAX и одностраничные сайты, и добавился API для управления историей в них.
Выяснилось, что веб-мастера не предоставляют актуальной и достоверной информации в DOCTYPE, потому эта строка упрощена до <!DOCTYPE html>. Поддержка ошибочных документов унифицирована и в других местах.

## История
WHATWG начал работу над новым стандартом в 2004 году, когда World Wide Web Consortium (W3C) сосредоточился на будущих разработках XHTML 2.0, а HTML 4.01 не изменялся с 2000 года. В 2009 году W3C признал, что срок работы у рабочей группы XHTML 2.0 истёк, и решил не возобновлять его. Впоследствии W3C и WHATWG совместно разрабатывали HTML5.
Даже несмотря на то, что HTML5 был хорошо известен среди веб-разработчиков в течение нескольких лет, он стал основной темой СМИ только в апреле 2010 года. После этого глава компании Apple Inc. Стив Джобс написал публичное письмо, заголовок которого гласил: «мысли по поводу Flash», где он заключил, что с разработкой HTML5 нет больше необходимости смотреть видеоролики или использовать другие виды приложений с помощью Adobe Flash. По этому поводу вспыхивали дебаты в кругу веб-разработчиков, причём некоторые намекали, что, хотя HTML5 и обеспечивает расширенную функциональность, разработчики должны принимать во внимание различия браузеров и необходимость поддержки различных частей стандартов, равно как и функциональные различия между HTML5 и Flash.

### Процесс стандартизации
WHATWG начал работу над спецификацией в июне 2004 года под названием Web Applications 1.0. С января 2011 года спецификация в Draft Standard (Стандартизация проекта) утверждается в WHATWG, Working Draft (рабочий проект) утверждается в W3C. Ян Хиксон из компании Google является редактором спецификации HTML5.
Спецификация HTML5 была принята в качестве точки начала работы над новым HTML рабочей группой W3C в 2007 году. Эта рабочая группа опубликовала спецификацию как первый публичный рабочий проект (working draft) 22 января 2008 года. Рабочий проект — это текущая работа, она оставалась на несколько лет, её части HTML5 были закончены и реализованы в браузерах до того момента, когда вся спецификация достигла финального статуса «Рекомендовано».
Ян Хиксон ожидал достижения Candidate Recommendation в течение 2012 года.
Чтобы спецификация получила статус W3C Рекомендации, необходимы две законченные на 100 % и полностью взаимодействующие реализации.
В интервью TechRepublic Хиксон предполагал, что это случится в 2012 году или позже. Однако многие части спецификации были стабильны и могли быть реализованы в продуктах:

«Некоторые части уже относительно стабильны, и сегодня решения, которые уже вполне близки к завершению, могут быть использованы».— WHAT Working Group, Когда HTML5 будет закончен?, FAQ
В декабре 2009 года WHATWG переключилась на универсальную модель разработки для спецификации HTML5. W3C всё ещё продолжала публиковать снимки со спецификацией HTML5.
14 февраля 2011 года W3C увеличил срок работы для рабочей группы HTML с промежуточными снимками для HTML5. Рабочая группа предполагала продвинуть HTML5 в Last Call, приглашая сообщества к сотрудничеству с W3C, чтобы подтвердить техническое отсутствие дефектов в спецификации в мае 2011 года. Затем группа переключилась на тестирование своей реализации. W3C также разрабатывала всестороннюю проверку, чтобы добиться широкой функциональной совместимости для финальной спецификации 2014 года — ожидаемой даты для Рекомендации.

"Даже как инновационное продолжение, продвижение HTML5 в «Рекомендации» обеспечивает всю веб-экосистему стабильным, проверенным и взаимодействующим стандартом. Решение наметить внедрение HTML5 в Last Call в мае 2011 года было важным шагом для урегулирования производственных ожиданий. Сегодня мы сделали следующий шаг, объявив о намерении осуществления цели с получением рекомендации к 2014 году."— Джеф Джэйф, Генеральный директор W3C
С 28 октября 2014 года W3C официально рекомендует использовать HTML5 — это значит, что стандарт окончательно финализирован и готов к широкому использованию.

### План выпуска новых версий стандартов
- HTML5[26] — 28 октября 2014 года[27];
- HTML 5.1 начал разрабатываться 17 декабря 2012 года[28][29]. Рекомендован к применению с 1 ноября 2016 года[30][31][32][33].
- HTML 5.2 был представлен 14 декабря 2017 года[34][35][36].

|          | 2012              | 2013            | 2014           | 2015                           | 2016           | 2017                                     | 2018 |
| -------- | ----------------- | --------------- | -------------- | ------------------------------ | -------------- | ---------------------------------------- | ---- |
| HTML 5.0 | Candidate Rec     | Call for Review | Recommendation |                                |                |                                          |      |
| HTML 5.1 | 1st Working Draft |                 | Last Call      | Candidate Recommendation       | Recommendation |                                          |      |
| HTML 5.2 |                   |                 |                | W3C First Public Working Draft |                | Candidate Recommendation, Recommendation |      |
| HTML 5.3 |                   |                 |                |                                |                | W3C First Public Working Draft           |      |

## Свойства

### Разметка
HTML5 вводит несколько новых элементов и атрибутов, которые отражают типичное использование разметки на современных веб-сайтах. Некоторые из них — семантические замены для использования универсальных блочных (<div>) и строчных (<span>) элементов, например, <nav> (блок навигации по сайту), <footer> (обычно относится к нижней части страницы или последней строке HTML кода) или <audio> и <video> вместо <object>. Некоторые устаревшие элементы, которые можно было использовать в HTML 4.01, были исключены, включая чисто оформительские элементы, такие как <font> и <center>, чьи эффекты выполняются с помощью каскадных таблиц стилей. Также в поведении гипертекстовых страниц снова заострено внимание на важности скриптов DOM (например, Javascript).
Синтаксис HTML5 больше не базируется на SGML, несмотря на подобие его разметки. Однако он был разработан обратно совместимым с обычным парсингом более старых версий HTML. В HTML5 применяется новая вводная строка, которая выглядит как объявление типа документа в SGML, <!DOCTYPE html>, запускающая соответствующий стандартам режим визуализации. С 5 января 2009 года HTML5 также включает в себя Web Forms 2.0, ранее бывшие отдельной спецификацией WHATWG.

### Новые API
В дополнение к определению разметки HTML5 устанавливает API, который может быть использован с JavaScript. Возможности DOM расширены и фактически используемые свойства задокументированы. Также добавлены новые API, например:
- элемент «холст» для непосредственного метода рисования в 2D. См. спецификацию Canvas 2D API Specification 1.0[49];
- контроль над проигрыванием медиафайлов, который может использоваться, например, для синхронизации субтитров с видео[50];
- хранение данных в браузере[51];
- File API: возможность загрузки документа через выбор (тег <input type="file">) или перетаскиванием (Drag-and-drop)
- Drag-and-drop: предоставляет набор событий для каждого элемента DOM, таких как появление и нахождение в его зоне, благодаря которым разработчик может информировать пользователя о необходимых действиях и идентификаторе перетаскиваемого файла, содержащего адрес, имя, тип, размер и дату изменения;
- управление историей браузера;
- тип MIME и регистрация обработчика протокола;
- микроданные.

Не все вышеперечисленные технологии включены в спецификацию W3C HTML5, хотя они есть в спецификации WHATWG HTML. Немного связанных технологий, которые не являются частью ни одной из спецификаций, следуют далее. W3C публикует спецификации для них отдельно.
- геолокация;
- база данных SQL для Web, внутренняя база данных (больше не поддерживаемая)[53];
- Индексированная база данных (IndexedDB) API, индексирование по типу ключ-значение (прежде — WebSimpleDB)[54];
- Файл API, дескриптор обновления файлов и управления ими[55];
- Работа с системой. Этот API предназначен для того, чтобы обеспечить хранение информации со стороны клиента без управления базами данных[56];
- Запись в файл, использование API для записи в файл информации из приложения[57].

### XHTML5
XHTML5 — это XML-сериализация языка HTML5. Документы XML должны быть снабжены XML Internet media type, например, application/xhtml+xml или application/xml. XHTML5 требует строгого и правильно оформленного синтаксиса XML. Выбор между HTML5 и XHTML5 сводится к выбору типа MIME/содержимого: тип медиа, который будет выбран, определит, какой тип документа должен быть использован. В XHTML5 doctype <html> необязателен и может быть просто пропущен. HTML, который был написан, чтобы соответствовать техническим требованиям и HTML и XHTML — и который производит то же DOM дерево, разбирающее HTML или XML, — назван многоязычным.

### Обработка ошибок
Спецификация HTML5 предъявляет требования как к юзер-агентам (браузерам), так и к документам. Документы могут содержать не всегда корректный синтаксис, но HTML5-совместимые браузеры, так же, как и их предшественники, применяют алгоритмы разбора ошибок разметки в документах для построения правильной объектной модели (DOM). Чёткое определение требований к юзер-агентам делается с целью достижения совместимости между браузерами разных производителей. Так же, как и требования к синтаксису разметки документов с целью корректного отображения их в различных браузерах. В старых версиях браузеров новые теги HTML5 просто игнорируются.

### Отличия HTML5 от HTML4.01 и XHTML1.0
Ниже представлен список отличий:
| - Изменён синтаксис - Встраивание SVG и MathML в text/html - Новые элементы: <article>, <aside>, <audio>, <canvas>, <command>, <datalist>, <details>, <embed>, <figcaption>, <figure>, <footer>, <header>, <hgroup>, <keygen>, <main>, <mark>, <meter>, <nav>, <output>, <progress>, <rp>, <rt>, <ruby>, <section>, <source>, <summary>, <time>, <video>, <wbr> | - Новые компоненты ввода: date/time, email, url, search, number, range, tel, color - Новые атрибуты: charset (в <meta>), async (в script) - Глобальные атрибуты, которые могут быть применены ко всем элементам: id, tabindex, hidden, data-* (пользовательские атрибуты данных) - Элементы, которые будут исключены: <acronym>, <applet>, <basefont>, <big>, <center>, <dir>, <font>, <frame>, <frameset>, <isindex>, <noframes>, <strike>, <tt> |

Полный список изменений в HTML5 представлен в обновляющемся рабочем проекте W3C «Отличия HTML5 от HTML4» (последняя версия от 9 декабря 2014 года).

## Логотип HTML5
18 января 2011 года W3C ввёл логотип, чтобы представить использование или добавить интерес к HTML5. В отличие от других знаков, выпущенных ранее компанией W3C, он не подразумевает соответствие определённому стандарту. С 1 апреля 2011 года этот логотип считается официальным.
Во время первого показа его публике W3C объявил логотип HTML5 как символ «универсальной визуальной идентификации данных для широкого набора открытых Веб-технологий, включая HTML, CSS, SVG, WOFF и другие». Некоторые защитники веб-стандартов, включая и The Web Standards Project, раскритиковали это определение HTML5 как обобщённое и размытое понятие. Тремя днями позже W3C ответил на отзыв сообщества и изменил определение логотипа, убрав перечисление связанных технологий. Затем W3C заявил, что логотип «представляет HTML5, краеугольный камень для современных веб-приложений».

## Пример веб-страницы HTML5
```
<!DOCTYPE html>

<
html
>

   
<
head
>

      
<
meta
 
charset
=
"utf-8"
>

      
<
title
>

         (Это title) Пример страницы на HTML5

      
</
title
>

   
</
head
>

   
<
body
>

      
<
header
>

         
<
hgroup
>

            
<
h1
>

               Заголовок "h1" из hgroup

            
</
h1
>

            
<
h2
>

               Заголовок "h2" из hgroup

            
</
h2
>

         
</
hgroup
>

      
</
header
>

      
<
nav
>

         
<
menu
>

            
<
li
>

               
<
a
 
href
=
"link1.html"
>

                  Первая ссылка из блока "nav"

               
</
a
>

            
</
li
>

            
<
li
>

               
<
a
 
href
=
"link2.html"
>

                  Вторая ссылка из блока "nav"

               
</
a
>

            
</
li
>

         
</
menu
>

      
</
nav
>

      
<
section
>

         
<
article
>

            
<
h3
>

               Заголовок статьи из блока "article"

            
</
h3
>

            
<
p
>

               Текст абзаца статьи из блока "article"

            
</
p
>

            
<
details
>

               
<
summary
>

                  Блок "details", текст тега "summary"

               
</
summary
>

               
<
p
>

                  Абзац из блока "details"

               
</
p
>

            
</
details
>

         
</
article
>

      
</
section
>

      
<
footer
>

         
<
time
>

            Содержимое тега "time" блока "footer"

         
</
time
>

         
<
p
>

            Содержимое абзаца из блока "footer"

         
</
p
>

      
</
footer
>

   
</
body
>

</
html
>

```